# Bettes
Bettes település Franciaországban, Hautes-Pyrénées megyében. Lakosainak száma 60 fő (2022. január 1.). Bettes Castillon, Bourg-de-Bigorre, Esconnets, Espieilh, Lies és Uzer községekkel határos.

## Népesség
A település népességének változása:
| Lakosok száma | 67   | 60   | 53   | 52   | 51   | 53   | 56   | 59   | 59   | 60   |
|               | 2010 | 2013 | 2015 | 2016 | 2017 | 2018 | 2019 | 2020 | 2021 | 2022 |